# Marie Lindgren
Marie Lindgren (26 marzo 1970) è un'ex sciatrice freestyle svedese, specialista dei salti.

## Biografia
Alle Olimpiadi di Lillehammer 1994 arrivò seconda nella gara dei salti.

## Palmarès

### Olimpiadi
- 1 medaglia:
  - 1 argento (salti a Lillehammer 1994)

### Campionati mondiali
- 2 medaglie:
  - 2 argenti (salti a Altenmarkt 1993) e salti a La Clusaz 1995)